# 坂口理子 (アイドル)
坂口 理子（さかぐち りこ、1994年〈平成6年〉7月26日 - ）は、日本のアイドルであり、女性アイドルグループ・HKT48の元メンバーである。福岡県出身。サンミュージックプロダクション所属。愛称は「りこぴ」。

## 来歴
小学校2年生の頃からダンスを習っており、歌って踊れるアイドルを夢見てHKT48の第2期生オーディションを受ける。2012年9月23日、チームH「手をつなぎながら」公演においてHKT48第2期研究生21名のうちの一人として初お披露目された。
2014年1月10日、『HKT48九州7県ツアー～可愛い子には旅をさせよ～』の大分・iichikoグランシアタ公演で発表された“クラス替え”により、研究生からチームHメンバーに昇格。同年の『AKB48 37thシングル 選抜総選挙』では60位となり、フューチャーガールズの一員としてAKB48の楽曲に初参加する。
2015年6月6日に発表された『AKB48 41stシングル 選抜総選挙』では37位となり、ネクストガールズに選出。同年11月25日に発売された、HKT48と気志團のコラボレーション・シングル「しぇからしか!」でシングル表題曲初選抜を果たす。
2016年6月18日に発表された『AKB48 45thシングル 選抜総選挙』では59位となり、フューチャーガールズに選出。
2017年6月17日に発表された『AKB48 49thシングル 選抜総選挙』では49位で、前年（2016年）に続くフューチャーガールズ選出となり、「自分たちの恋に限って」（「#好きなんだ」に収録）のセンターを獲得。
2019年6月15日、HKT48 ひまわり組 2nd Stage「ただいま恋愛中」公演で劇場公演出演700回を達成。
2020年、スカパー!スポーツライブ+の福岡ソフトバンクホークス応援番組『鷹のミカタ』のMCに就任。同年9月4日、ソフトバンク対ロッテ戦（於：福岡PayPayドーム）の始球式に登板した。
2021年10月28日に行われたR24「博多リフレッシュ」公演の終盤に、同年11月1日より芸能事務所・サンミュージックプロダクションに移籍することを発表した。
2022年9月23日に行われたチームH「RESET」公演で卒業を発表した。同年12月5日にHKT48劇場で行われた卒業公演をもって活動終了。公演内において自身初となる写真集の発売を発表し、翌2023年1月25日に1st写真集『Brand new days』をトランスワールドジャパンより発売。
2024年7月26日、一般男性との結婚を発表した。
2025年3月3日、第1子妊娠を発表した。同年7月14日、第1子男子の出産を報告

## 人物
- 姉1人、兄1人がいる3人兄妹の末っ子[22][1]。
- HKT48の第2期生最年長[1]。指原莉乃が2019年4月に卒業して以降は自身が卒業するまで、HKT48メンバー全体でも最年長だった[23]。
- 同期メンバーの渕上舞と仲が良く、HKT加入前からの友人で2人のコンビは「りこまい」と呼ばれていた[24]。
- 好きな色はピンクと白[25]。

## HKT48在籍時の参加楽曲

### シングル選抜楽曲
HKT48名義
- 「スキ!スキ!スキップ!」に収録
  - 今がイチバン - 「うまくち姫」名義
- 「メロンジュース」に収録
  - 泥のメトロノーム - 「うまくち姫」名義
- 「桜、みんなで食べた」に収録
  - 既読スルー – 「Team H」名義
- 「控えめI love you !」に収録
  - 今、君を想う
  - アイドルの王者 – 「Team H」名義
  - 私はブルーベリーパイ - 「ブルーベリーパイ」名義
- 「12秒」に収録
  - ロックだよ、人生は…
  - カメレオン女子高生 – 「Team H」名義
  - 抱いてツインテール - 「ブルーベリーパイ」名義
- しぇからしか! - 「HKT48 feat.氣志團」名義[6]
  - 黄昏のタンデム
  - Buddy – 「Team H」名義
- 74億分の1の君へ
  - Chain of love
- 「最高かよ」に収録
  - 夜空の月を飲み込もう – 「Team H」名義
- 「バグっていいじゃん」に収録
  - 僕だけの白日夢 - 「プラチナガールズ」名義
  - HKT48ファミリー
- 「キスは待つしかないのでしょうか?」に収録
  - 隣の彼はカッコ良く見える - 「プラチナガールズ」名義
- 「早送りカレンダー」に収録
  - 会いたくて嫌になる - 「やっぱりみたらし団子」名義
- 「意志」に収録
  - 誰より手を振ろう
  - いつだってそばにいる
  - 大人列車はどこを走ってるのか? - 「8%」名義
- 「3-2」に収録
  - おしゃべりジュークボックス - 「HKT48栄光のラビリンス選抜2020」名義
  - How about you? - 「Lit charm」名義
  - 青春の出口
- 君とどこかへ行きたい つばめ選抜
- 「ビーサンはなぜなくなるのか?」に収録
  - 向日葵の水彩画

AKB48名義
- 「心のプラカード」に収録
  - 性格が悪い女の子 - 「フューチャーガールズ」名義
- 「Green Flash」に収録
  - 大人列車 - 「HKT48」名義
- 「ハロウィン・ナイト」に収録
  - 水の中の伝導率 - 「ネクストガールズ」名義
- 「君はメロディー」に収録
  - Make noise - 「HKT48」名義
- 「LOVE TRIP/しあわせを分けなさい」に収録
  - 岸が見える海から – 「フューチャーガールズ」名義
- 「願いごとの持ち腐れ」に収録
  - あの頃の五百円玉
- 「#好きなんだ」に収録
  - 自分たちの恋に限って – 「フューチャーガールズ」名義[8]
- 「Teacher Teacher」に収録
  - 君は僕の風 - 「AKB48グループ センター試験選抜」名義

### アルバム選抜楽曲
- 『092』に収録
  - 僕らのStand By Me - 「2期生」名義
- 『アウトスタンディング』に収録
  - HAKATA吸血鬼

### その他の参加楽曲
AKB48 チームサプライズ 名義
ぱちスロAKB48 勝利の女神公演
- ヘビーローテーション
- AKBフェスティバル

ぱちんこ AKB48-3 誇りの丘公演
- 誇りの丘

### 劇場公演ユニット曲
HKT48 研究生「PARTYが始まるよ」公演
- あなたとクリスマスイブ  - ピアノも担当
- キスはだめよ

HKT48 研究生「脳内パラダイス」公演
- 君はペガサス
- 友よ - ポジションによってキーボード、エレアコ、エレキギターのいずれかを担当した。

チームH 2nd Stage「青春ガールズ」公演
- Blue rose
- 雨の動物園 - シマウマ役

チームH 3rd Stage「最終ベルが鳴る」公演
- リターンマッチ
- 初恋泥棒
- おしべとめしべと夜の蝶々

ひまわり組　2nd Stage「ただいま恋愛中」公演
- Faint

チームH 4th Stage「シアターの女神」公演
- 嵐の夜には
- ロッカールームボーイ
- 夜風の仕業

チームH 5th Stage「RESET」公演
- 制服レジスタンス
- 奇跡は間に合わない
- 逆転王子様
- 明日のためにキスを
- 心の端のソファー

## 出演

### テレビ番組

#### バラエティー・情報番組
- 鷹のミカタ（2020年7月 - 2024年1月、スポーツライブ+） - レギュラーMC[10]
- バリはやッ!ZIP!（2023年4月 - 、福岡放送） - レギュラーサブMC 木曜・金曜[26]

#### テレビドラマ
- たかほー日和。〜鷹とごはんと時々、恋〜（2025年3月23日・30日・4月6日、FBS福岡放送） - 主演・高村みなみ 役[27][28]

### 映画
- めぐり逢わせの法則（2021年11月12日、北九州国際映画祭上映、岩松茂監督） - 南条美緒 役[29][30]
- あなたが眠りにつく前に（2024年7月15日上映 / 11月3日、北九州国際映画祭上映） - 向田麻美 役[31]

### 舞台
- ミュージカル「AKB49〜恋愛禁止条例〜」（2014年9月11日 - 16日、AiiA Theater Tokyo） - 間山小百合 役[32]
- HKT48指原莉乃座長公演 第1部「博多少女歌舞伎『博多の阿国の狸御殿』」（2015年4月8日 - 23日、明治座 / 8月15日 - 31日、博多座） - おネギ 役[33][34]
- 中日劇場最終公演シリーズ 石川さゆり新春特別公演 第1部「夫婦善哉」（2018年1月4日 - 24日、中日劇場 / 4月11日 - 28日、博多座） - 柳吉の一人娘・みつこ 役[35]
- 博多座開場20周年記念公演「仁義なき戦い〜彼女（おんな）たちの死闘編〜」（2019年11月9日 - 14日、博多座） - 山守利香（木村俊恵） 役[36]
- 『HKT48、劇団はじめます。』チームミュン密「水色アルタイル」（2021年2月20日 - 28日、配信上演：オンライン劇場「ZA」）[注 1][37]
- HKT48 栄光のラビリンスpresents 大人のカフェ × HKT48 コント劇「セカダツ-世界一明るい脱獄のススメ-」（2022年3月17日 - 20日、スカラエスパシオ） - 主演[38]

### ラジオ
- 坂口理子のなんしよーと（2024年10月25日 - 、八王子エフエム）[39]

## 書籍

### 写真集
- 1st写真集「Brand new days」（2023年1月25日、トランスワールドジャパン）[15][16]ISBN 978-4-8625-6367-5